# پنومواسکروتوم
پنومواسکروتوم یک بیماری غیر معمول است که به صورت بزرگ شدن کیسه بیضه ظاهر می‌شود. تجمع گاز یا هوا در کیسه بیضه باعث تورم آن می‌شود. پنومواسکروتوم به دو وضعیت خاص: پنوماتوسل کیسه بیضه و آمفیزم کیسه بیضه با کرپیتوس قابل لمس اشاره دارد. پنومواسکروتوم می‌تواند از منابع مختلفی از جمله عفونت‌ها و پراکندگی گاز یا هوا از اندام‌ها دوردست ایجاد شود.

## علل
پنومواسکروتوم معمولاً توسط عوامل یاتروژنیک (پارگی کولون به دنبال پولیپکتومی آندوسکوپی) و عوامل تروماتیک (ترومای قفسه سینه) ایجاد می‌شود. علاوه بر این، علل خودبخودی پنومواسکروتوم شامل عفونت‌های باکتریایی تولیدکننده گاز، پنوموتوراکس خود به خود و سوراخ شدن اندام‌های توخالی شکم است.